# Piemonte FC
Piemonte Football Club byl italský fotbalový klub, sídlící ve městě Turín v regionu Piemont.
Klub byl založen 1. září roku 1907. Prvního turnaje se klub zúčastnil o rok později a to ve 2. lize (Druhá kategorie). A hned ji vyhráli. V té době měli dres barvy světle modré s granátovým límečkem a trenky barvy černé. Jako vítězové 2. ligy tak měli možnost hrát v nejvyšší lize (První kategorie). Jenže nakonec byli pozváni do šampionátu první kategorie, která se odštěpila od původní nejvyšší ligy, která si ponechala název pro nejvyšší ligu (První kategorie) a která byla jediná která udělovala italský titul ve fotbale.
A tak na první sezonu v oficiální nejvyšší lize, klub odehrál 1910/11 a hrál ji pět sezon. Nejlepším umístěním bylo 4. místo ve své skupině v 1912/13. To již tři roky hrál v dresech, které měli světle modré a granátové pruhy.
Dne 24. listopadu 1914 se na schůzi všech členů svolanou prezidentem Lombardim po přečtení finanční zprávy se vedení klubu rozhodnulo o rozpuštění klubu. Klub ještě musel odehrát dva zápasy ve vyřazovací části a poté se nadobro rozpustil. Poté se ještě klub založil v roce 1919, který byl jen na papíře a o dva roky později se spojil ve skupině A, než se v létě 1921 spojil s Amatori del Giuoco del Calcio Football Club.

## Účast v ligách
| Úroveň soutěže | Název soutěže (nynější název) | První hraná sezona | Poslední hraná sezona | celkem odehraných sezon |
| -------------- | ----------------------------- | ------------------ | --------------------- | ----------------------- |
| 1              | Serie A                       | 1910/11            | 1914/15               | 5                       |
| 3              | Serie B                       | 1907/08            | 1909/10               | 3                       |